# Jorge Lanata

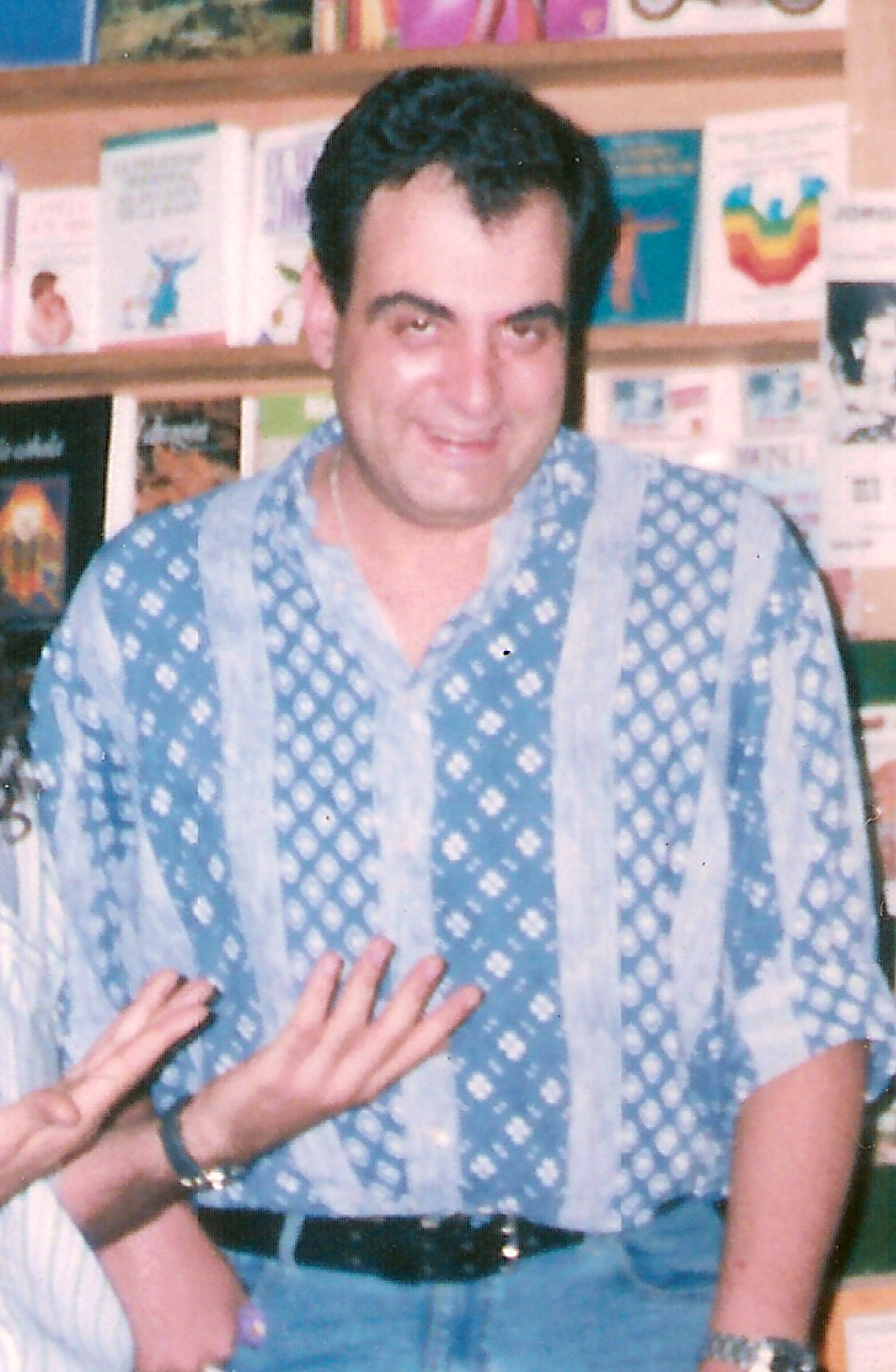
Jorge Lanata

Jorge Ernesto Lanata (* 12. September 1960 in Mar del Plata; † 30. Dezember 2024 in Buenos Aires) war ein argentinischer Journalist und Schriftsteller.

## Leben
Jorge Lanata gründete 1987 die Tageszeitung Página/12. Bis 1994 war er Chefredakteur der Zeitung. Mit dem Ende des Jahres 1995 verließ er Página/12 endgültig. 2008 gründete er erneut eine Zeitung, Crítica de la Argentina, die jedoch nach zwei Jahren aus wirtschaftlichen Gründen geschlossen wurde.
2013 war Lanata sonntagabends um 22 Uhr in der Sendung Periodismo para todos des Fernsehsenders Canal Trece zu sehen, der zum Medienkonzern Clarín gehört. In der Sendung werden mit Komik und Satire Skandale der Politiker aus dem Lager der damaligen Präsidentin Kirchner aufgedeckt. Um der kritischen Sendung von Lanata weniger öffentliche Aufmerksamkeit zukommen zu lassen, wurden von der Regierung die Ausstrahlungsrechte der lokalen Fußballliga gekauft, und in direkter Konkurrenz zu den regierungskritischen Reportagen im öffentlich-rechtlichen Fernsehen unter dem Titel "Fußball für Alle" ausgestrahlt. Als Reaktion darauf, wurde auch Lanatas Sendung auf "Journalismus für Alle" umbenannt.
Bei seiner Arbeit in "La ruta del dinero K" (Der Weg des K Geldes) recherchierte er Korruptionsfälle mehrerer Bau-Projekte des öffentlichen Dienstes und mehrere Fälle von Steuerhinterziehung, die vermeintlich während der Amtszeit beider Kirchner Präsidentschaften (Néstor Kirchner und Cristina Fernández de Kirchner) begangen wurden. Die in seiner Sendung veröffentlichten Beweise werden im Gerichtsverfahren wegen Korruption gegen den Eigentümer des involvierten Bauunternehmens – Lázaro Baez – und Cristina Fernández de Kirchner verwendet.
Er leitete eine Radiosendung namens "Lanata Sin Filtro" (übersetzt: Lanata ungefiltert) im argentinischen Radiosender Radio Mitre.
Nachdem sich seine Gesundheit im Juni 2024 rapide verschlechtert hatte, starb Lanata am 30. Dezember 2024 in Buenos Aires.

## Veröffentlichungen
- Muertos de Amor. Alfaguara, Buenos Aires, Argentinien 2007, ISBN 978-987-04-0653-2.
- Argentinos. 2003, ISBN 950-15-2258-X, ISBN 950-15-2259-8.
- ADN. Mapa Genético de los Defectos Argentinos. 2004, ISBN 950-49-1286-9.
- 10K, la década robada. Datos y hechos en los años de la grieta. Grupo Planeta, 2014, ISBN 978-950-49-3903-0, ISBN 978-950-49-3908-5 (E-Book).